# Conwentzia orthotibia
Conwentzia orthotibia är en insektsart som beskrevs av C.-k. Yang 1974. Conwentzia orthotibia ingår i släktet Conwentzia och familjen vaxsländor. Inga underarter finns listade i Catalogue of Life.